# Republican Majority for Choice
Ne doit pas être confondu avec Republicans for Choice.
Le Republican Majority for Choice, ou Majorité républicaine pour le choix en français, est une association républicaine américaine qui se consacre à la préservation de la légalité de droits relatifs à la santé et à la reproduction, parmi lesquels le droit à l'avortement. Le groupe soutient aussi la recherche de fonds pour la recherche à partir de cellules d'embryons humains.
Republican Majority for Choice a formé un comité d'action politique et soutient (notamment financièrement) les républicains pro-choix à travers tout le pays.

## Historique
Le Republican Majority for Choice fut ainsi nommé en 2004, alors qu'il s'appelait avant le Republican Pro-Choice Coalition, à la suite du sondage American Viewpoint demandé par les républicains pro-choix , qui révéla que 73 % des Républicains pensaient que la décision d'avorter devrait être le fait d'une décision entre une femme et son docteur, et non du gouvernement.
Le Republican Majority for Choice est allié avec d'autres groupes de républicains modérés ou libéraux, tels que le Republican Main Street Partnership, le Republicans for Choice, le Log Cabin Republicans, The Wish List, Republicans for Environmental Protection, et enfin le Kansas Traditional Republican Majority.